# ジェシカ・イスカンダル
ジェシカ・イスカンダル（英: Jessica Iskandar、1988年1月29日 - ）は、インドネシアの女優。

## キャリア
ニックネームはチカである彼女は国際的なモデルからキャリアをスタートする。かつて、モデル学校のジョン・カサブランカに通っていた。いくつかのエージェンシーのキャスティングを経て、2005年の映画『デルオベ』でカラ役としての役割を得た。2007年にはマレーシアの映画『ディーバ』に出演した。現在、メロドラマに出演、同時に企業の広告ならびに2011年3月から放送局RCTIのテレビ番組Dahsyatにプレゼンターとして登場している。

## 主な出演作品
| 公開年 | 原題                   | 役名   |
| ------ | ---------------------- | ------ |
| 2005   | Dealova                | Karra  |
| 2007   | Diva                   | Mera   |
| 2008   | Coblos Cinta           | Sasha  |
| 2009   | Nazar                  | 女の子 |
| 2010   | Istri Bo'ongan         | 女の子 |
| 2012   | Kung Fu Pocong Perawan | Memey  |